# 清水啓之
清水 啓之（しみず ひろゆき、1983年12月26日 - ）は、吉本新喜劇に所属する日本のピン芸人、舞台芸人である。妻は同じく吉本新喜劇劇団員の森田まりこ。
兵庫県神戸市出身。吉本興業所属。

## 来歴・人物
- 大阪NSC第26期生[1]。 かつてはコンビ「アポロッキー」、トリオ、「トリコロール」を組んでいたが解散。なおNSCは中退している[2]同期にかまいたち、天竺鼠、藤崎マーケット、和牛、バイク川崎バイクなどがいた。当時の一期上の相方とインディーズライブに出ることが増えたため中退した。
- 2006年に吉本新喜劇の第2個目金の卵オーディションを受け合格し、入団。
- 「しみひろ」と呼ばれることが多い。
- 容姿が同じ座員である川畑泰史、烏川耕一、はじめ、などに似ていることをイジられる。他には、「信楽焼」「ウォンバット」「ばかだぬき」などが主なフォルムいじりである。
- 川畑泰史座長公演や小籔千豊座長公演に多く出演。主にヤクザ役、借金取り役、ブラジルからの留学生役で出演。現在は妻である森田まりことカップル役で出演することも多い。
- 潔癖症であり、家に家具や布団、炊飯器などがない[3][4]。食事をする時は毎日外食で、基本は公園で食事をする[5]。コロナ禍には、家から出づらくなったため毎日ベランダで食パンを食べていた。
- 先輩芸人にご飯に誘われることが多く、忙しい。芸人からの誘いが重複するため、誘った際に行ける割合は9回に1回である。
- 独身時代は、ミニマリストのため家にほとんど置いておらず、布団も捨てたため床の上で直接寝ていた。結婚後の今も、当時の癖で無意識に床の上で寝てしまうことがある。
- 辻本茂雄が主催する新喜劇では、頭を叩かれ声高に「イターイ」と叫ぶギャグを披露する。その他には、服を脱いだ際によだれ掛けをつけているボケや、目上の人に対し「わかっとるわい！」と叫ぶギャグ、興奮した際に声が出ず「ハァー」と言うギャグなどがある。
- 2021年4月5日、なんばグランド花月で記者会見を開き、同じ座員の森田まりこと結婚した事を発表した[5][6]。入籍日は4月3日（清水にちなんでしみの日）である。
- 2024年4月14日、妻であり座員の森田まりこと2人で初めてのなんばグランド花月でイベント「まりこ・ひろゆきの春のフーフー新喜劇inなんばグランド花月」を開催した。

## 出演番組
現在
- よしもと新喜劇（毎日放送）
- newsおかえり（ABCテレビ）-　木曜コーナーレギュラー

過去
- アウト×デラックス（フジテレビ）
- よしもと新喜劇next （毎日放送）
- 大阪ほんわかテレビ　（読売テレビ）
- やすとものいたって真剣です